# Реддитч Юнайтед
«Ре́ддитч Юна́йтед» — английский футбольный клуб из города Реддитч, графство Вустершир, Англия. Образован в 1891 году. Домашние матчи проводит на стадионе «Вэлли». В настоящий момент выступает в Премьер-дивизионе Южной Лиги, седьмом по значимости футбольном турнире Англии.

## История

### Комбинация Бирмингема
«Реддитч Таун» был основан в 1891 году. После образования клуб был включен в Бирмингемскую Комбинацию. Первое достижение клуба датировано 1894 годом, когда был выигран Главный кубок Вустершира. В 1898 году у команды был шанс выиграть этот кубок во второй раз, но она проиграла в финале. В 1914 году «Реддитч» впервые выиграл Комбинацию Бирмингема, а в 1925 году Главный кубок города. В 30-х годах клуб несколько раз побеждал в Главных кубках Вустершира и Бирмингема. В сезоне 1932/33 «Реддитч» победил в чемпионате и почти победил в кубке, проиграв в последнем раунде.  
После Второй мировой войны команда вернула себе чемпионство в Комбинации в 1953 году. Кроме успеха в Бирмингеме «Реддитч» дошёл до финала кубка. В 1955 команда победила в чемпионате, а два года спустя дошла до финала Главного кубка Бирмингема.

### Южная Лига
В 60-е годы «Реддитч» не побеждал ни в лиге, ни в кубках. В сезоне 1971/72 «красные» впервые дошли до первого раунда Кубка Англии, но в переигровке матча после ничейной игры они разгромно уступили «Питерборо Юнайтед» со счётом 6:0. В конце сезона клуб финишировал шестым в Премьер-дивизионе региональной лиги Западного Мидленда и опустился в Первый северный дивизион Южной лиги.
Команда выиграла Главный кубок Вустершира в 1974 и 1975 годах. В сезоне 1975/76 клуб одержал победу в Первом дивизионе Севера, получил повышение и вернулся в Премьер-дивизион Южной лиги. В сезоне 1978/79 команда заняла 8 место в лиге и стала участником нового Альянса Премьер-лиги, однако в первом же сезоне команда финишировала последней и ушла в Центральный дивизион Южной лиги.
После серебра в сезоне 1985/86 команда получила повышение в Премьер-дивизион, где она играла до вылета в 1989 году. В сезоне 1989/90 в Кубке Англии команда дошла до первого раунда, где проиграла клубу «Мертир Тидвил» со счетом 3-1. В конце сезона 1990/91 клуб выиграл Главный кубок Стаффордшира, победив в двухматчевом финале команду Нортвич Виктория с суммарным счетом 4-3.
В сезоне 1997/98 «красные» дошли до финала в Кубке Южной Лиги и Старшем кубке Бирмингема. Оба финала были проиграны, а выступления в кубках привели к большому количеству перенесенных матчей лиги и команде на финише сезона пришлось играть 9 матчей за 9 дней.
В сезоне 2003/04 клуб выиграл Западный дивизион Южной Лиги. В связи с большой реорганизацией при введении Северной и Южной Конференций, клуб вышел в плей-офф для повышения в новые лиги. После побед над «Кингс Линн» и «Мертир Тидвил» со счётом 1:0 и 3:0 соответственно, клуб получил повышение в Северную Конференцию.

### Северная Конференция
После девятого места в сезоне 2004/2005 «Реддитч» смог сыграть в следующем сезоне и остаться в лиге. В сезоне 2006/07 клуб сумел спастись от вылета только после наложения на клуб «Скарборо» 10-очкового штрафа за перевод под внешнее управление.
После чемпионата 2010/11 «Реддитч Юнайтед» вылетел в Премьер-дивизион Южной лиги.

## Владельцы
В 2011 году клуб выкупил бизнесмен Крис Свен после неудачных переговоров с владельцами команды «Киддерминстер Харриерс».